# 정방폭포
정방폭포(正房瀑布)는 대한민국 제주특별자치도 서귀포시 중심가에서 1.5km 동남쪽에 있는 폭포이다. 2008년 8월 8일 대한민국의 명승 제43호로 지정되었다.

## 개요
한라산 남쪽 사면에서 발원하여 남쪽으로 흘러내리는 애이리내의 남쪽 하단에 발달한 폭포이다. 폭포수가 바다로 떨어지는 해안 폭포로, 세계적으로도 자메이카의 던리버폭포 정도만이 잘 알려져 있는 희귀한 형태의 폭포이다. 주상절리가 잘 발달한 해안 절벽에 수직으로 떨어지는 20여 미터의 물줄기가 남쪽 바다의 푸르른 해안과 어우러져 장관을 이루며, 천지연폭포, 천제연폭포 등과 함께 제주도를 대표하는 폭포로 알려져 있다.
조선 숙종 28년(1702년) 11월 5일, 제주 목사 이형상은 배를 타고 정방폭포를 둘러보았는데 이때의 일이 '정방탐승'이라는 제목으로 《탐라순력도》에 실려 있다. 그림의 부기에는 정방폭포의 길이 80여 척, 너비 5척이라고 되어 있는데, 이형상의 《남환박물》에 의하면 정방연은 정의현에서 서쪽 60리에 있으며 폭포 위에는 큰 소나무들이 있고 밑으로 바다가 있어 폭포가 바다에 곧장 떨어지는 것이 가히 제일명구라고 적고 있다.
4.3사건 당시 학살지로도 알려져 있는데, 1948년 음력 10월 24일과 11월 22일, 12월 14일, 12월 24일, 12월 28일 등 여섯 차례의 학살이 정방폭포에서 이루어진 것으로 확인된다. 1949년 1월 22일 인근 안덕면 동광리, 상창리 주민 등 80여 명이 토벌대에 의해 정방폭포 위의 담배공장에서 학살당했고, 살해된 주민들의 시체는 이곳 정방폭포 아래로 흘려 보냈다고 한다. 오멸 감독의 영화 《지슬: 끝나지 않은 세월 2》은 이때 동광리 주민 학살사건을 배경으로 다룬 영화이다.

## 갤러리

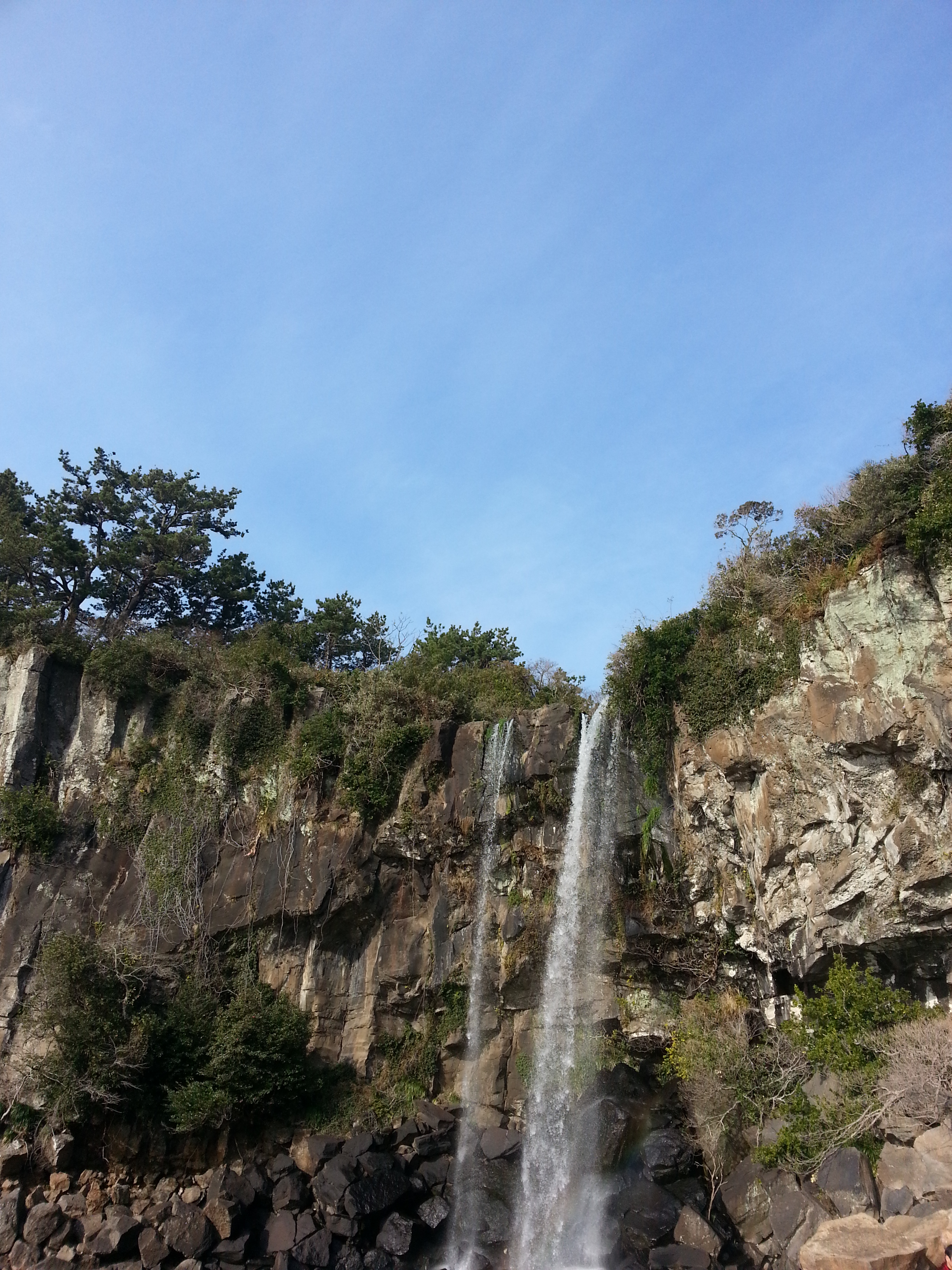
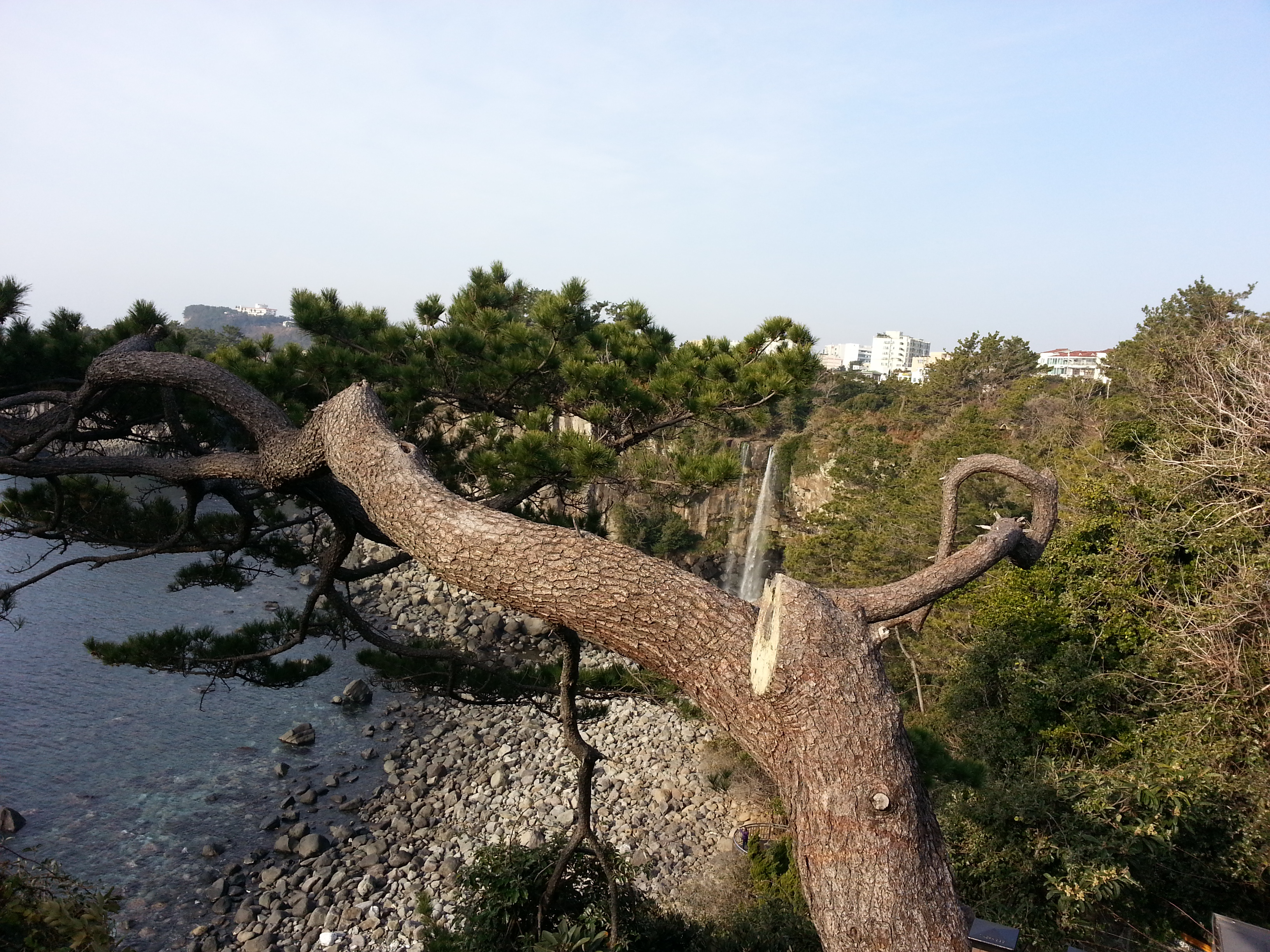
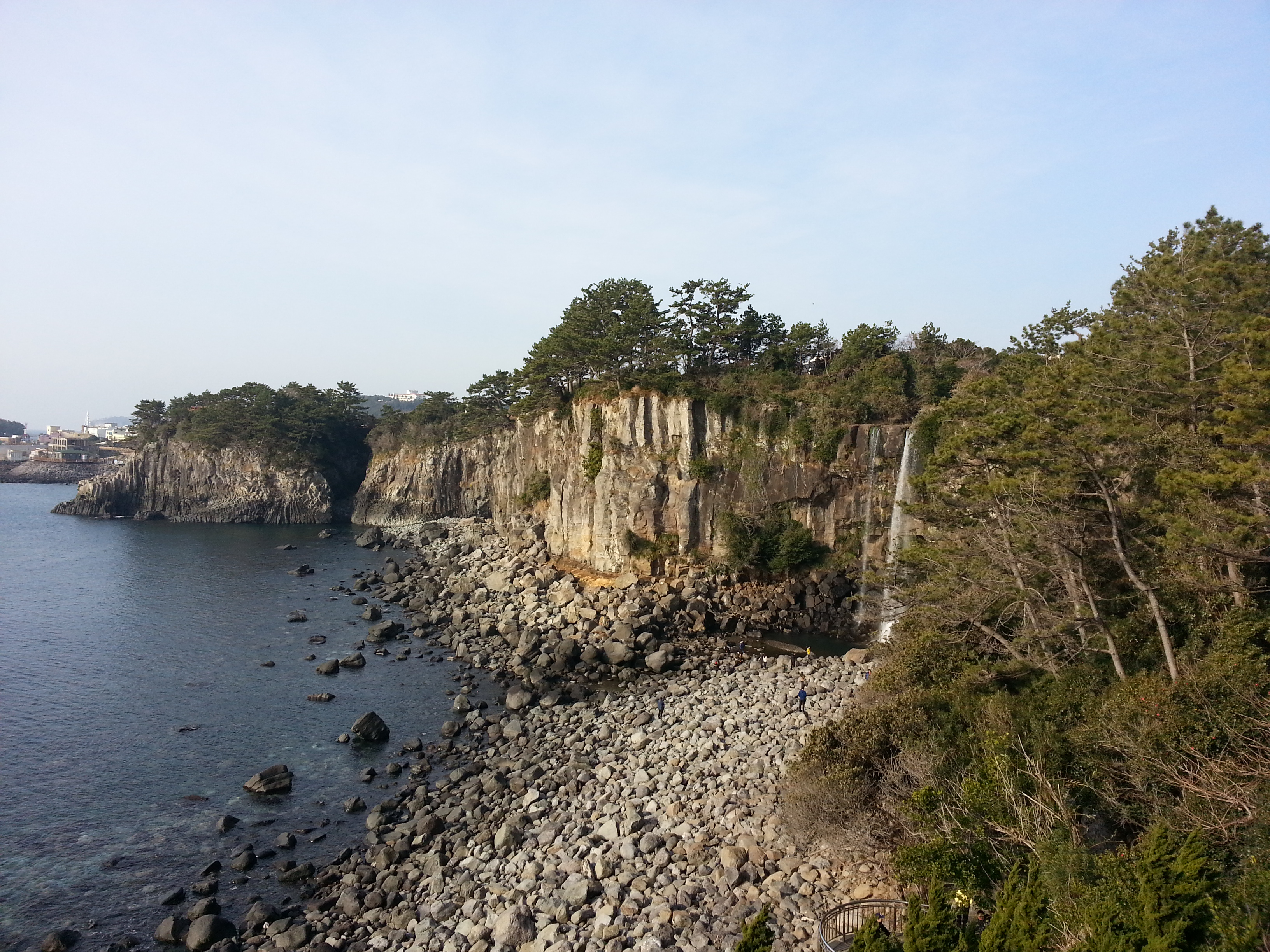
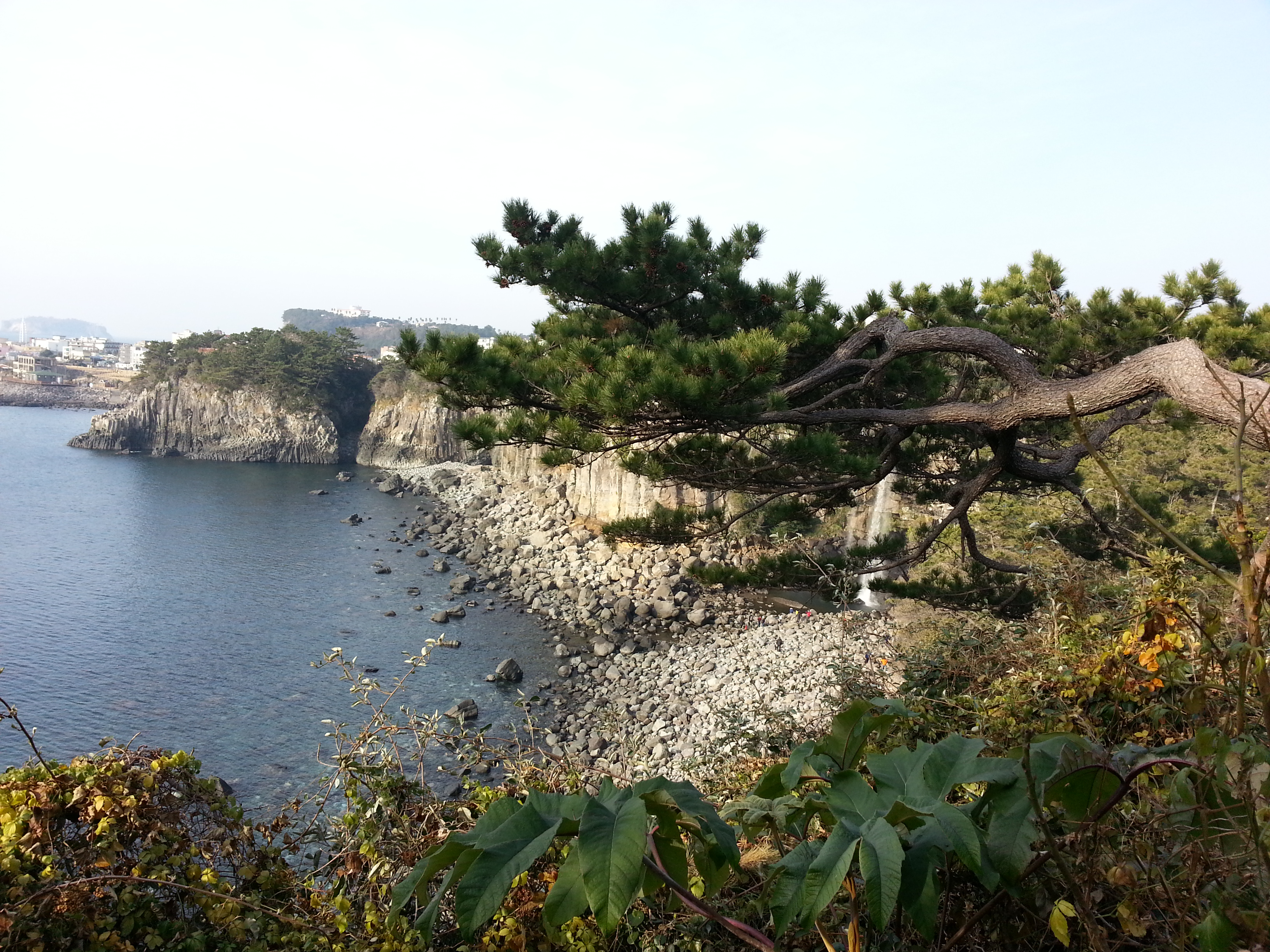

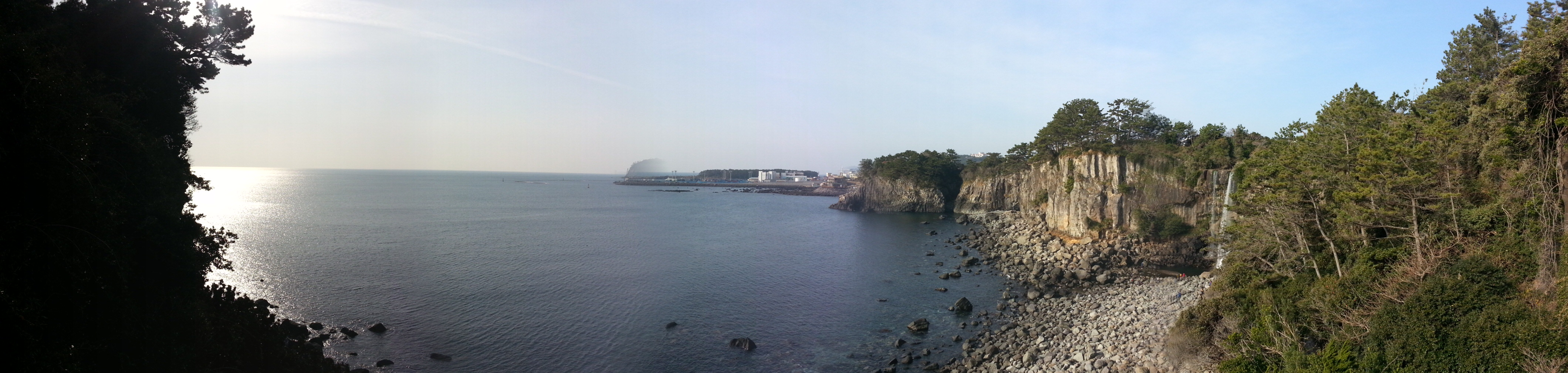
정방폭포 파노라마

## 제주도의 폭포
- 천지연폭포
- 천제연폭포
- 정방폭포
- 엉또폭포
- 소정방폭포
- 원앙폭포

## 같이 보기
- 지슬: 끝나지 않은 세월 2 - 2013년 대한민국의 영화